# Jim Davis (striptekenaar)
James Robert Davis (Marion, 28 juli 1945) is een Amerikaans stripauteur en is bekend als tekenaar van Garfield.

## Jeugd
Davis bracht zijn jeugd door op een kleine boerderij met zijn ouders, zijn jongere broer Dave en 25 katten. De kleine Jim had astma, waardoor hij soms niet zijn taken in en rond het huis kon doen. De tijd die hij daardoor overhield vulde hij met tekenen. Al snel ontdekte hij dat zijn tekeningen leuker werden als hij er tekst bij voegde. Zo maakte hij zijn eerste strips.

## Scholing
In 1963 haalde Davis zijn diploma op de Fairmount Highschool. Daarna vertrok hij naar Muncie om kunst te gaan studeren aan de Ball State University. Hier leerde hij meer over verschillende vormen van tekenen.
Zijn talenten als tekenaar werden opgemerkt door een advertentiebureau, die hem direct in dienst nam nadat hij was afgestudeerd. Davis' grote doorbraak begon toen hij werd aangenomen als assistent van Tom K. Ryan, tekenaar van de strip Tumbleweeds. Hier ontwikkelde Davis zich tot een goede striptekenaar en begon hij te werken aan zijn eigen ideeën.

## Gnorm Gnat
Davis' eerste poging zelf een strip te maken was de komische strip Gnorm Gnat, die vijf jaar lang verscheen in een regionale krant. De hoofdfiguur in deze strip was een kever, samen met een aantal andere insecten. Davis probeerde de strip te verkopen aan een landelijke stripmagnaat, maar kreeg te horen dat, hoewel het een aardige strip was, de strip waarschijnlijk niet zou aanslaan omdat niemand zich zou kunnen identificeren met een kever. Davis bracht de strip toen tot een einde door het tekenen van een enorme voet, die uit de hemel kwam vallen en Gnorm verpletterde.

## Ontwikkeling van Garfield
Davis richtte zijn aandacht op de strippagina’s van verschillende kranten om te zien wat voor soort strips dan wel aansloegen bij het grote publiek. Het viel hem op dat veel succesvolle strips waren met honden in de hoofdrol, maar geen enkele met katten. Davis begon hierop met het maken van schetsen van katten gebaseerd op herinneringen aan zijn jeugd op de boerderij. De schets die hem het meest aansprak was die van een enorm dikke kat die hij bij het tekenen de naam Garfield had gegeven (vernoemd naar zijn opa James A. Garfield Davis).
Oorspronkelijk was het Davis' idee om Garfield te laten optreden als bijpersonage in een strip rondom striptekenaar Jon Arbuckle. Het viel Davis echter al snel op dat Garfield altijd de grappige teksten had. Daarom maakte hij Garfield de ster van de strip, met Jon als tweede hoofdpersoon.
Binnen twee jaar nadat hij de eerste schets van Garfield had gemaakt trok de strip de aandacht van een krantensyndicaat dat de strip wilde plaatsen. Op 19 juni 1978 verscheen Garfield in 41 kranten in onder andere Boston, Dallas en Chicago.
Garfield bleek een schot in de roos. De populariteit van de strip nam al snel toe. Vandaag de dag verschijnt deze strip wereldwijd in meer dan 2000 kranten.

## Paws Inc.
In 1981 begon Davis zijn eigen bedrijf genaamd Paws Inc. Hier produceert Davis met zijn team niet alleen de nieuwe Garfield strips, maar regelt ook alle merchandising rondom Garfield. Paws Inc. heeft inmiddels 20 van de beste tekenaars en schrijvers in dienst.

## Ander werk
Van 1986 tot 1989 tekende Davis ook de strip U.S. Acres, die zich geheel afspeelde op een boerderij. Davis maakte deze strip omdat hij graag wat meer wilde tekenen/schrijven over het boerderijleven, aangezien hij zelf was opgegroeid op een boerderij. De strip bleek bij lange na niet zo succesvol als Garfield. Daarom stopte Davis ermee en richtte zich volledig op Garfieldstrips.

## Privé
Davis woont in Muncie, Indiana, waar ook zijn bedrijf gevestigd is. Hij is getrouwd en heeft een zoon. Ironisch genoeg heeft hij geen katten omdat zijn vrouw daar allergisch voor is. 
- Bibsys: 90106635
- Biblioteca Nacional de España: XX1152260
- Bibliothèque nationale de France: cb11898829d (data)
- Catàleg d'autoritats de noms i títols de Catalunya: 981058519041806706
- Gemeinsame Normdatei: 121583651
- International Standard Name Identifier: 0000 0001 1444 3062
- Library of Congress Control Number: n80048330
- Nationale Bibliotheek van Letland: 000198469
- Bibliotheek van het Japanse parlement: 00437353
- Nationale Bibliotheek van Tsjechië: jn20010601536
- Nationale Bibliotheek van Israël: 987007570827405171
- Nationale Bibliotheek van Polen: a0000002993730
- Nederlandse Thesaurus van Auteursnamen: 072842636
- Istituto Centrale per il Catalogo Unico: RAVV077768
- SNAC: w66d673b
- Système universitaire de documentation: 026814072
- Trove: 503772
- Union List of Artist Names: 500123781
- Virtual International Authority File: 54146437
- WorldCat: E39PBJxRxkC4DtjpBqqBvpkCcP